# بید پلنگی غول‌پیکر
بید پلنگی غول‌پیکر یا بید چشم ببری (نام علمی: Hypercompe scribonia) یک شب‌پره است که در تیره Arctiidae قرار دارد.
این گونه دارای پهنای بال حدود ۸ سانتی متر می‌باشد. بال آنها روشن و با الگوی سیاه و سفید است و شکم به رنگ آبی تیره با نشانه گذاری نارنجی می‌باشد. همچنین جنس نر دارای یک خط زردباریک در دو طرف است. پاهای آن دارای نوارهای سیاه و سفید است. بید پلنگی‌های غول‌پیکر بزرگسال به شدت شب‌زی هستند وعموما تا قبل از پایان روز و غروب خورشید پرواز نمی‌کنند.

## نگارخانه

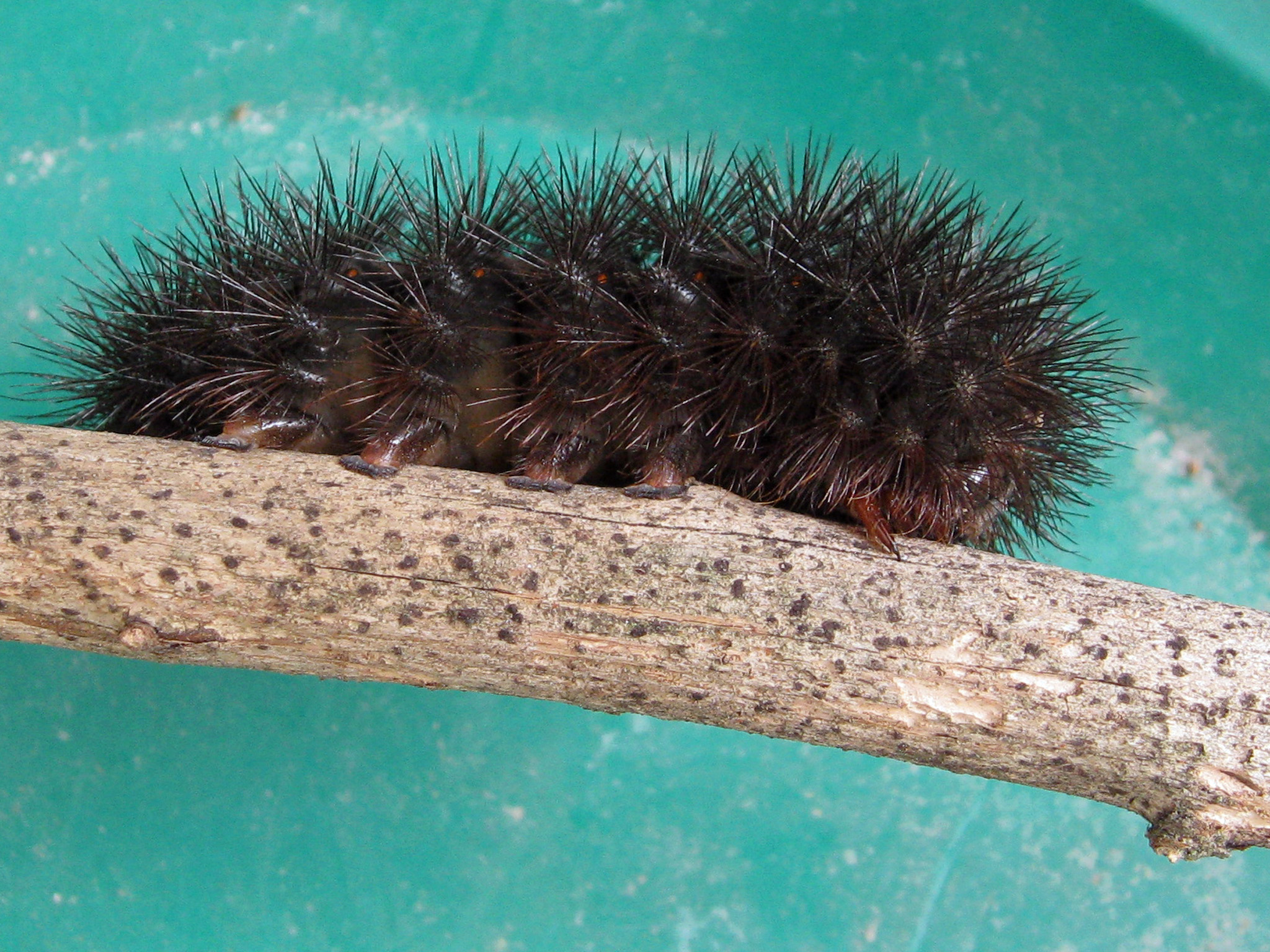
مرحله لاروی
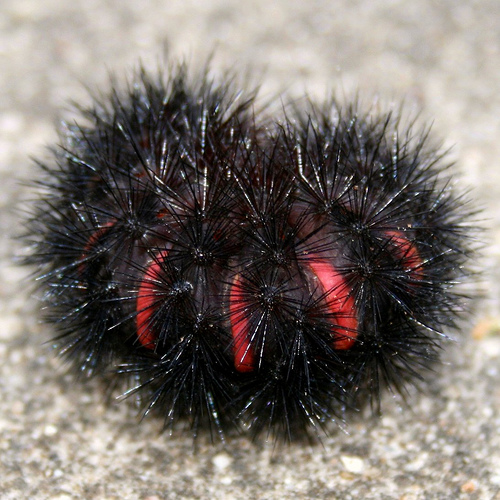
کاترپیلار در زمان دفاع از خود به شکل توپ
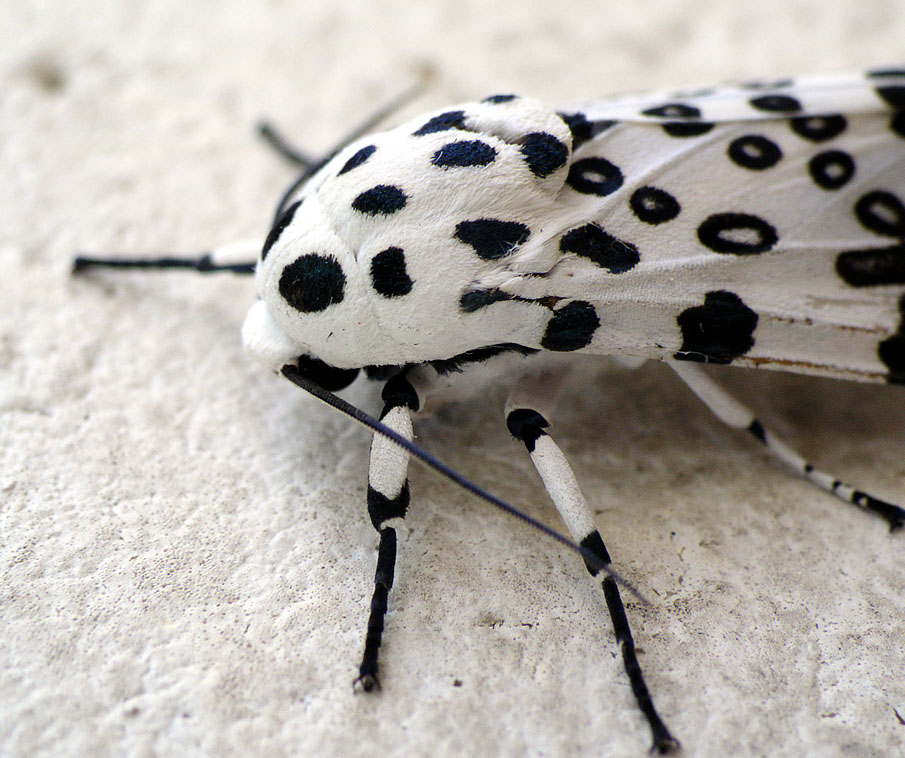
نمای بسته از سر و قفسه سینه
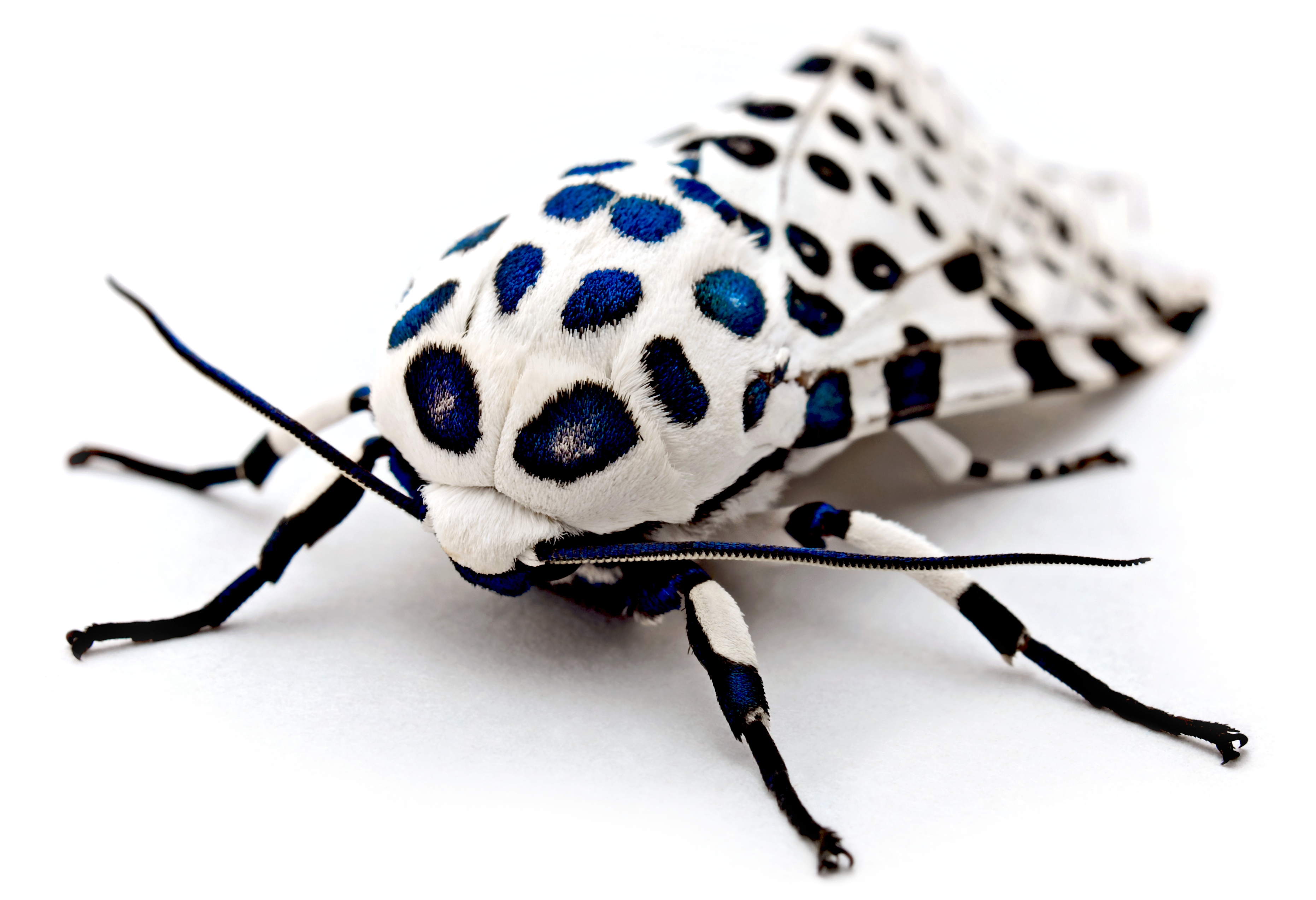
نمای بسته که نقاط آبی رنگ را نشان می‌دهد.
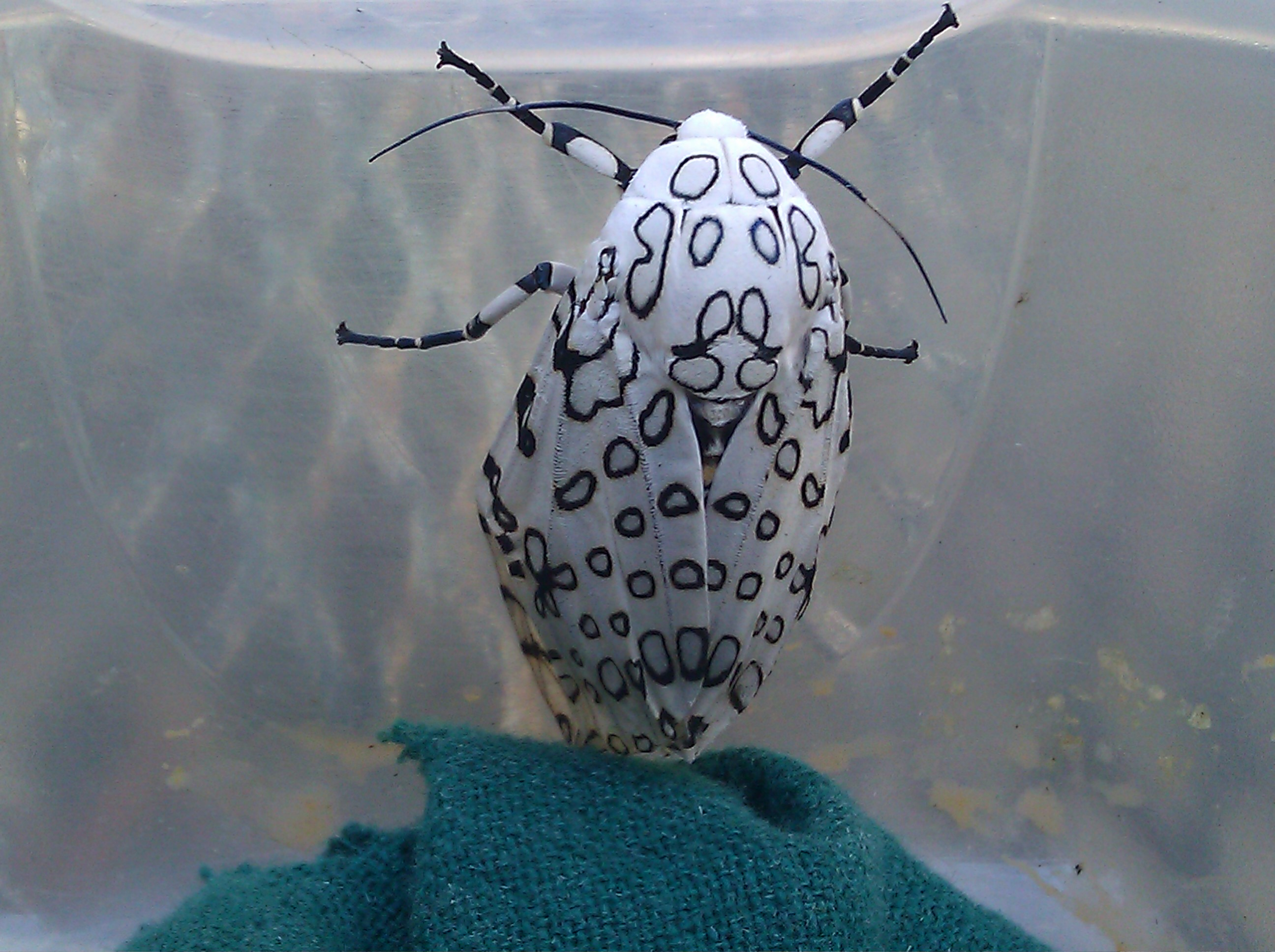
نمای بسته از یک بید تازه
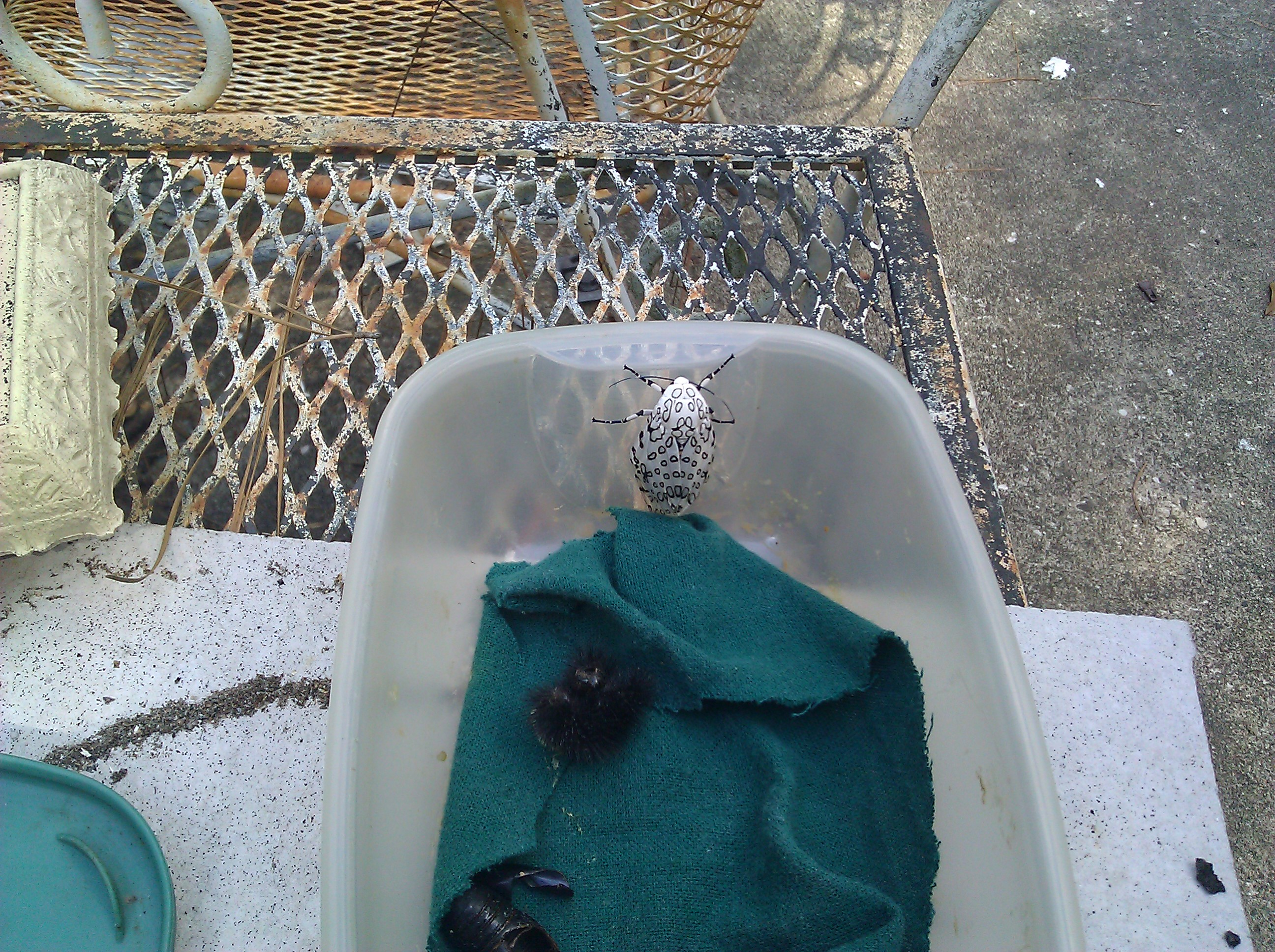
پوسته‌های قدیمی، پوسته خالی از حشره و حشره بالغ.
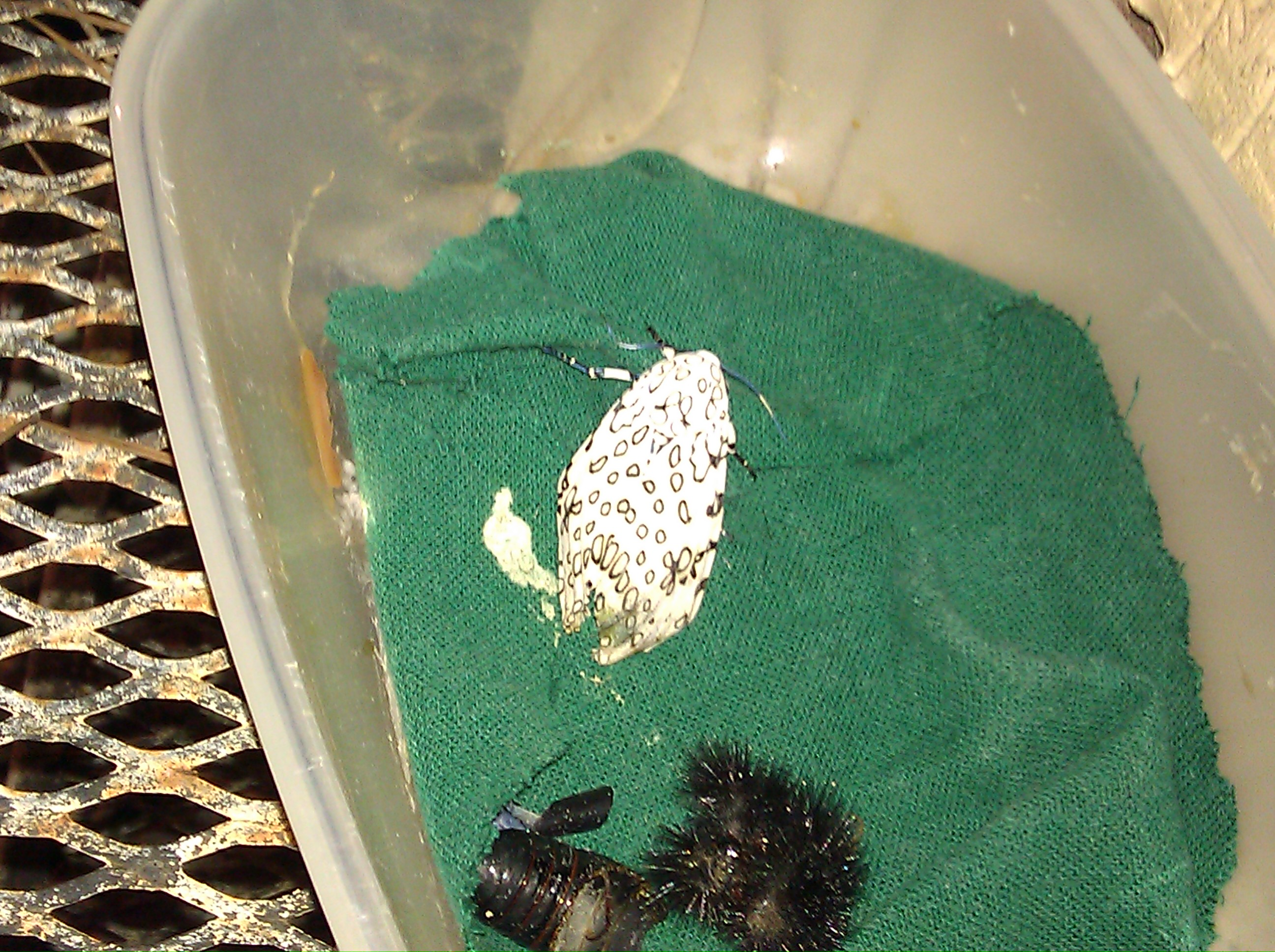
توصیف یک شب قبل از به پرواز درآمدن حشره.